# رائول د توماس
رائول د توماس گومس (اسپانیایی: Raúl de Tomás Gómez‎؛ زادهٔ ۱۷ اکتبر ۱۹۹۴) بازیکن فوتبال اهل اسپانیا است که در پست مهاجم برای اسپانیول در لا لیگا بازی می‌کند.
از باشگاه‌هایی که در آن بازی کرده‌است می‌توان به رئال مادرید و کوردوبا، رئال وایادولید، رایو وایکانو و بنفیکا اشاره کرد.